# Tarateño Rojas
Rigoberto Rojas Suarez mieux connu sous le nom de Tarateño Rojas était un chanteur, musicien, et compositeur bolivien né le 4 janvier 1917 à Tarata dans le Département de Cochabamba en Bolivie. Il est mort à Buenos Aires le 7 août 2001. Il chantait de la musique traditionnelle andine et est devenu un symbole de l'amitié entre le peuple bolivien et argentin. "Tarateño" est l’appellation espagnole des habitants de Tarata.

## Biographie
Rigoberto Rojas Suarez est né à Tarata en Bolivie le 4 janvier 1917 dans une famille de musiciens. Après la guerre du Chaco, entre la Bolivie et le Paraguay, Tarateño Rojas émigre en Argentine à la recherche d'une vie meilleure. Là-bas, il prend part à la diffusion d'instruments de musique andins comme le charango et c'est lui qui commença la diffusion du Trompo en Argentine dans les années 1940. Il fut membre du groupe « Pachamama » formé par Mauro Núñez un autre joueur influent de Charango. Mauro Núñez, Hugo Echave, Tito Veliz, Antonio Pantoja y Mario Rudón furent aussi membres du groupe.
Mais Tarateño Rojas est surtout connu pour avoir inventé en 1959 la danse Taquirari et composé chanson: Sucu Sucu reprise par un grand nombre d'artistes (entre autres Ping Ping, The Skatalites et Alberto Cortez) à travers le monde entier et dans différentes langues dans les années qui suivirent. Il interpréta ses chansons sous plusieurs pseudonymes comme Rosas, T.Rojas ou encore Alberto Rojas. Il écrivit deux livres et eut un rôle au cinéma dans le film espagnol La cigarra. Il mourut le 7 août 2001 après 2 ans de maladie.

## Discographie
- Tarateño Rojas - Doble TK EP 54-150 (1959)
- Tarateño Rojas & Wara Wara - Viva Bolivia - LP argentin
- Tarateño Rojas y su conjunto - Tarateño Rojas - LP argentin
- Tarateño Rojas - LP espagnol (1975)
- Tarateño Rojas - Chants et musique typique incas - LP français (1975)
- Tarateño Rojas - Chants et musique typique incas Vol.1 & 2 - LP français
- Tarateño Rojas - Abecedario LP (1976)
- Tarateño Rojas - Sucu-Sucu alles tanzt heutʹ - Mambo - LP allemand
- Tarateño Rojas - El Rey Del Sucu Sucu
- Tarateño Rojas - Sueños
- Tarateño Rojas - Mambo De Machaguay[4]

## Filmographie
- La cigarra (1948)

## Livres
- Sucu Sucu : Mambo (1958)
- Step right up and say you love me (1961)[5]

## Prix
(septembre 2024).
Le contenu est difficilement compréhensible vu les erreurs de traduction, qui sont peut-être dues à l'utilisation d'un logiciel de traduction automatique.
- Diplôme d'honneur de l'ambassade de Bolivie et de la fédération de l'association des boliviens civils (1997)
- Médaille d'Or de l'artiste national R.C.U.N 121/64 de la Universidad Mayor de San Simón
- Parchemin d'honneur de la part des autorités et peuple de Tarata (1964)
- C.I.C.M.A.T - Centro de Investigaciones en Comunicación Masiva, Arte y Tecnología from the city of Buenos Aires (1975)
- Peña Naira - Diplôme de reconnaissance de la part de la société des folkloristes boliviens (1979)
- Diplôme "Salon de Arte Tortoni" du directeur Juan Carlos Martínez et membres de l'hôtel de ville de Buenos Aires (1993)
- Mention spéciale - Bloque de Consejales Justicialistas del Honorable Consejo Deliberante de la Capital Federal de “Encuentro de Cultura para la Ciudad de Buenos Aires, Enrique Santos Discepolo” (1989)
- I.N.C.A.M. Diplôme d'honneur de la part de l'institut américain d'histoire, art et d'archéologie (1985)
- "La Casa Del Cantor" : Diplôme de la commission directive et de ses membres